# Liste der Kulturgüter in Jens
Die Liste der Kulturgüter in Jens enthält alle Objekte in der Gemeinde Jens im Kanton Bern, die gemäss der Haager Konvention zum Schutz von Kulturgut bei bewaffneten Konflikten, dem Bundesgesetz vom 20. Juni 2014 über den Schutz der Kulturgüter bei bewaffneten Konflikten sowie der Verordnung vom 29. Oktober 2014 über den Schutz der Kulturgüter bei bewaffneten Konflikten unter Schutz stehen.
Es sind weder A-Objekte noch B-Objekte auf dem Gemeindegebiet ausgewiesen, Objekte der Kategorie C fehlen zurzeit (Stand: 29. Februar 2024). Unter übrige Baudenkmäler sind Objekte zu finden, die im Bauinventar des Kantons Bern als «schützenswert» verzeichnet sind.

## Übrige Baudenkmäler
Hinweis: Als Objekt-Identifikator (ID) wird die Grundstücksnummer verwendet.
| ID  | Foto |                                                         | Objekt                         | Typ | Standort                       | Beschreibung |
| --- | ---- | ------------------------------------------------------- | ------------------------------ | --- | ------------------------------ | ------------ |
| 6   | ja   | Datei hochladen · Wikidata zu Waage (1902) (Q124705093) | Waage (1902)                   | K   | Dorfplatz 5a 586669 / 216417   |              |
| 12  | ja   | Datei hochladen                                         | Dorfbrunnen (1752)             | K   | Dorfplatz N.N. 586749 / 216345 |              |
| 29  | BW   | Datei hochladen                                         | Ehemaliges Schulhaus (um 1850) | G   | Hinterdorf 5 586632 / 216357   |              |
| 134 | BW   | Datei hochladen                                         | Speicher (1673)                | G   | Oberfeld 1b 586735 / 216285    |              |
| 158 | BW   | Datei hochladen                                         | Wohnstock (um 1850)            | G   | Hubelweg 2 586825 / 216425     |              |
| 162 | BW   | Datei hochladen                                         | Ofenhaus-Stöckli (1797)        | G   | Küfergasse 2a 586646 / 216531  |              |
| 189 | BW   | Datei hochladen                                         | Restaurant zum Jäger (1879)    | G   | Hungerberg 9 586393 / 216563   |              |
| 343 | BW   | Datei hochladen                                         | Stöckli (um 1820)              | G   | Unterfeld 1 586759 / 216366    |              |
| 415 | BW   | Datei hochladen                                         | Bauernhaus (um 1800)           | G   | Dorfplatz 2 586733 / 216351    |              |

Hinweis zur Legende: Anstelle der KGS-Nummer wird als Objekt-Identifikator (ID) die Grundstücksnummer verwendet.